# Lenther Chaussee

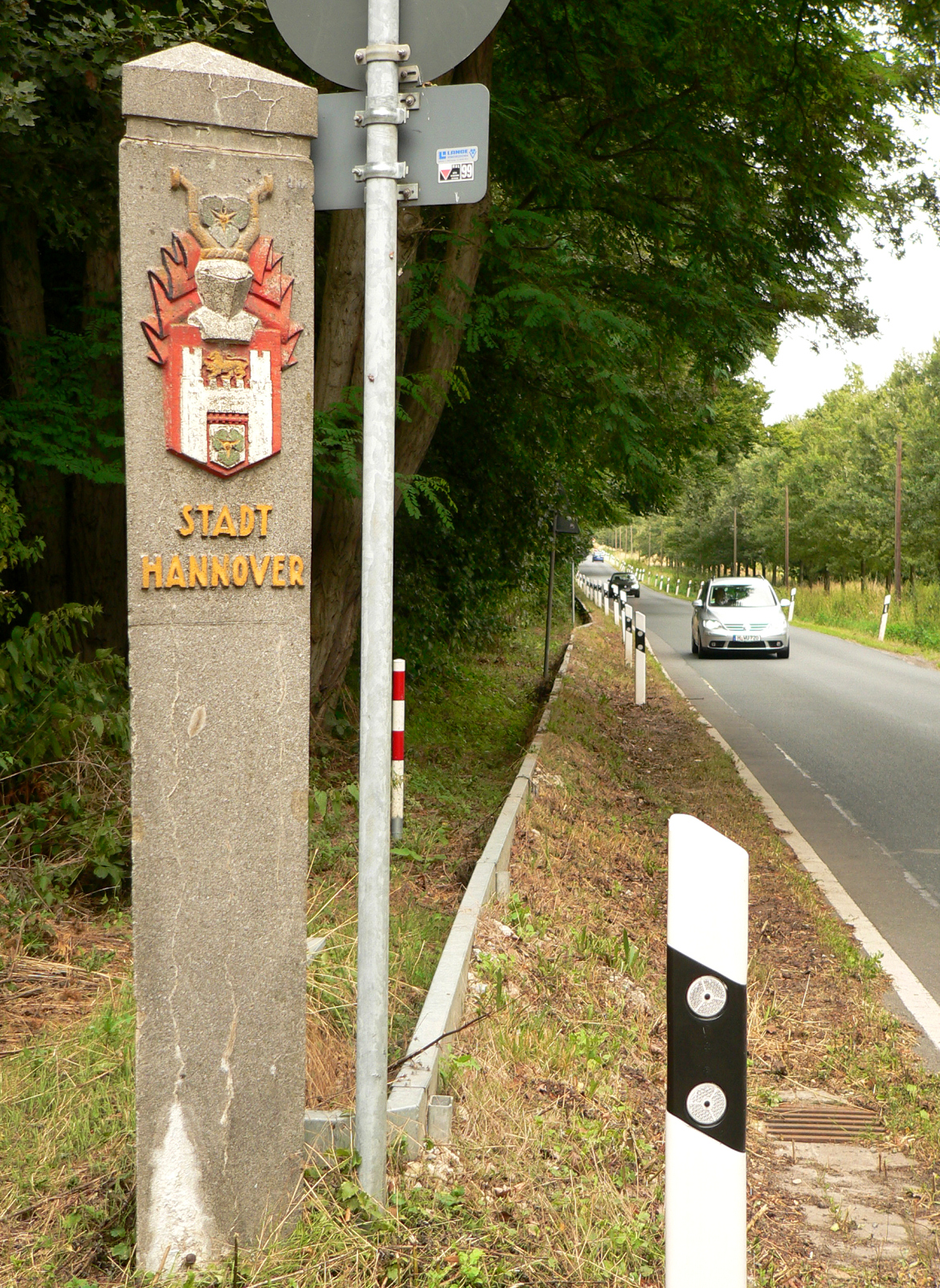
Grenzpfahl mit Wappen an der Stadtgrenze von Hannover und „Amphibienleiteinrichtung“ entlang der Lenther Chaussee

Die Lenther Chaussee am westlichen Stadtrand der niedersächsischen Landeshauptstadt Hannover ist eine Chaussee im Zuge der Kreisstraße K 49. Die Straße tangiert im Stadtteil Badenstedt das Neubaugebiet Badenstedt-West und quert das Landschaftsschutzgebiet Benther-Berg-Vorland/Fössetal nach Westen hin zum Benther Berg. Die auch abends vielbefahrene Straße durchschneidet „[...] eines der wichtigsten Amphibienvorkommen in der Region“ und ist Schauplatz „[...] eines der ältesten Naturschutzprojekte der Kreisgruppe“ des Bund für Umwelt und Naturschutz Deutschland (BUND): Rund ein Viertel Jahrhundert lang wurden ab 1983 entlang der Chaussee ehrenamtlich beispielsweise bis zu 2000 Erdkröten jährlich in Eimern gesammelt und so vor dem Verkehrstod geschützt, bevor diese ökologisch wichtigen Arbeiten in einem „[...] der arten- und gleichzeitig auch individuenreichsten Lebensräume von Lurchen im Bereich der Stadt Hannover und der näheren Umgebung“ entfallen konnten. Heute ermöglicht eine in Hannover einmalige Untertunnelung der Straße in Verbindung mit einer stabilen so genannten „Amphibienleiteinrichtung“ den Krabbeltieren eine gefahrlose Querung der Straße in die Feucht- und Laichgebiete beiderseits der Lenther Chaussee.

## Geschichte

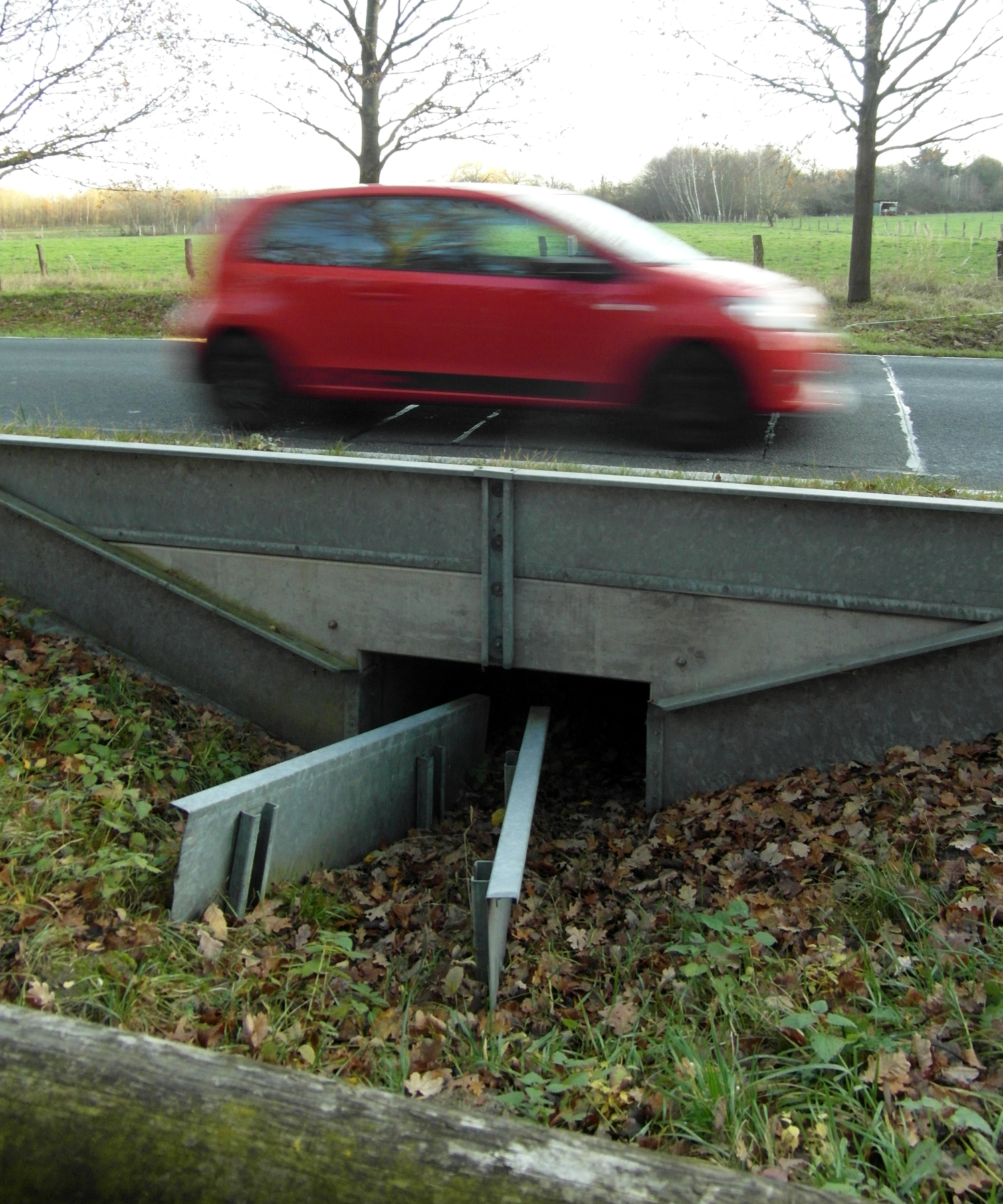
Tunnel der Amphibienleiteinrichtung an der Lenther Chaussee

Die Lenther Chaussee ist Teil des historischen Fahrweges von Badenstedt nach Lenthe, der 1909 ab der Badenstedter Straße den amtlichen Namen Lenther Straße erhielt. Erst 1986 wurde der Teil der Landstraße westlich der Straße Am Soltekamp in Lenther Chaussee umbenannt. Zu dieser Zeit wurden bereits jahrzehntelang zahlreiche Erdkröten im Landschaftsschutzgebiet Opfer des automobilen Verkehrs, insbesondere wenn sie im späten Winter zu ihren Laichgewässern wie dem südlich der Lenther Chaussee gelegenen Badebornteich wanderten. Ab 1983 wurden die Tiere dann jährlich ab Februar mit Hilfe eines mobilen und jeweils neue installierten Amphibienschutzzaunes zunächst am Überqueren der Straße gehindert. Regelmäßig wurden die so an- und eingesammelten Kröten dann durch Naturschützer wie den von Ronnenberg kommenden Gerhard Felchner vom Naturschutzbund Deutschland (NABU) oder Karsten Gastmann vom BUND mit Hilfe von Eimern über die Straße und direkt zu den Stillgewässern getragen. Schließlich wurden im Jahr der Expo 2000 nicht zuletzt für die von Norden anwandernden Lurche sogar die „Doppelteiche“ nördlich der Lenther Chaussee angelegt und – in der Hoffnung auf eine vermutete „Laichplatztreue“ – die Tiere zu diesen neuen Teichanlagen verbracht. Durch die in der Regel nur einmal im Leben ablaichenden Kröten wurden dort abertausende von Jungtieren geboren; dennoch wollten jährlich wiederum bis zu 2000 Tiere zu den südlich der Straße gelegenen Teichen wandern. Die Krötenzaunaktionen der Naturschützer waren daher weniger nachhaltig, sondern sicherten mehr oder weniger lediglich den Status quo des Tierbestandes, indem sie die Verluste durch den Straßenverkehr durch ihren hohen ehrenamtlichen Aufwand eindämmten.

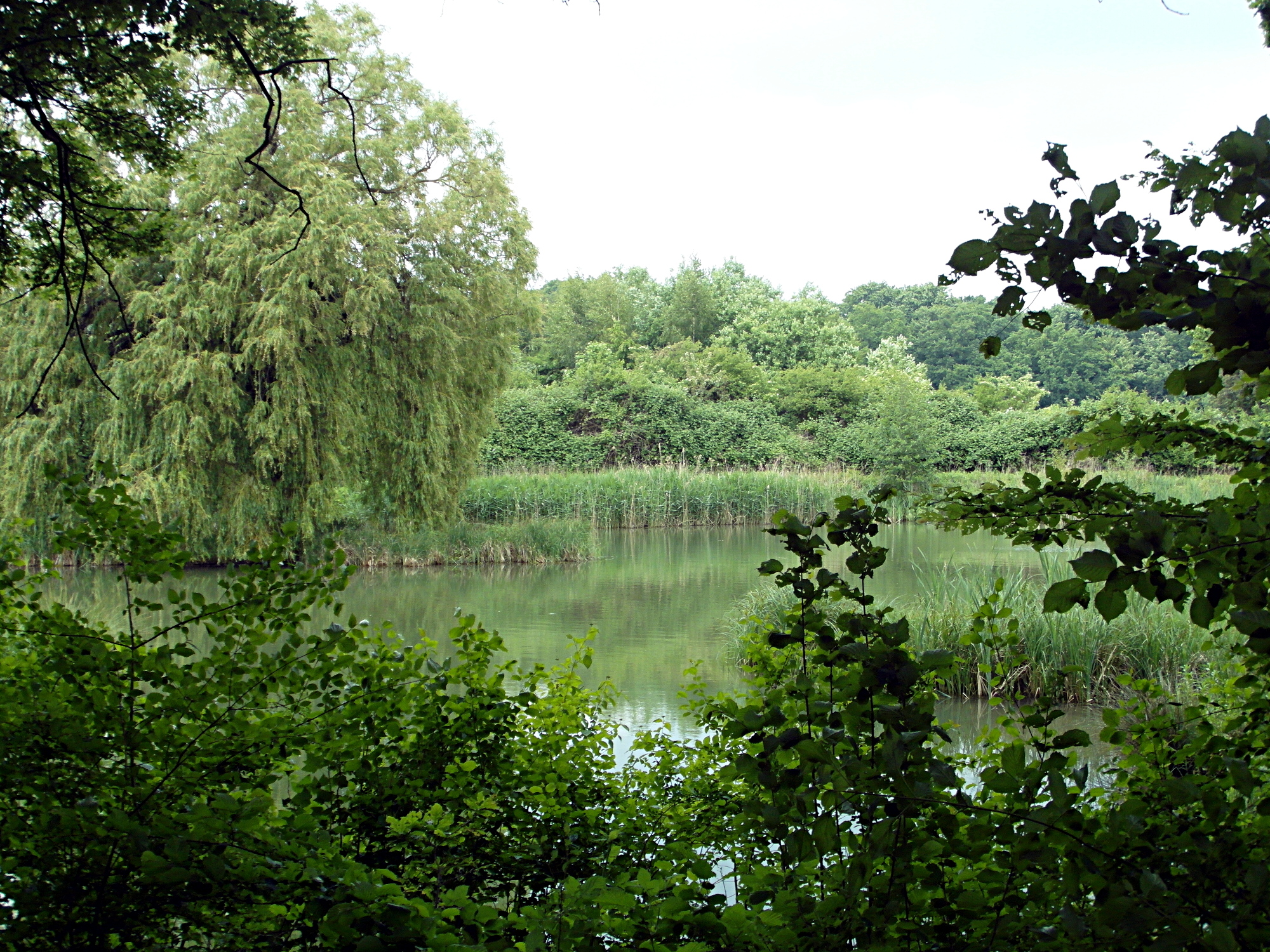
Blick auf den renaturierten Badebornteich südlich der Lenther Chaussee

Im Jahr 2002 gab die BUND-Kreisgruppe mit finanzieller Unterstützung durch die Niedersächsische Umweltstiftung ein Gutachten an die Arbeitsgemeinschaft Biotop- und Artenschutz aus Neustadt am Rübenberge in Auftrag, vor allem, um „[...] ein Maßnahmenkonzept zur dauerhaften Lösung der Problematik“ aufzuzeigen. Die daraufhin vorgelegte Arbeit der Biologen Tobias Wagner und Dirk Herrmann brachte neben einer quantitativen Darstellung der Amphibienpopulation und deren Bedeutung insbesondere völlig neue Erkenntnisse über die Laichwanderungen der Erdkröte.

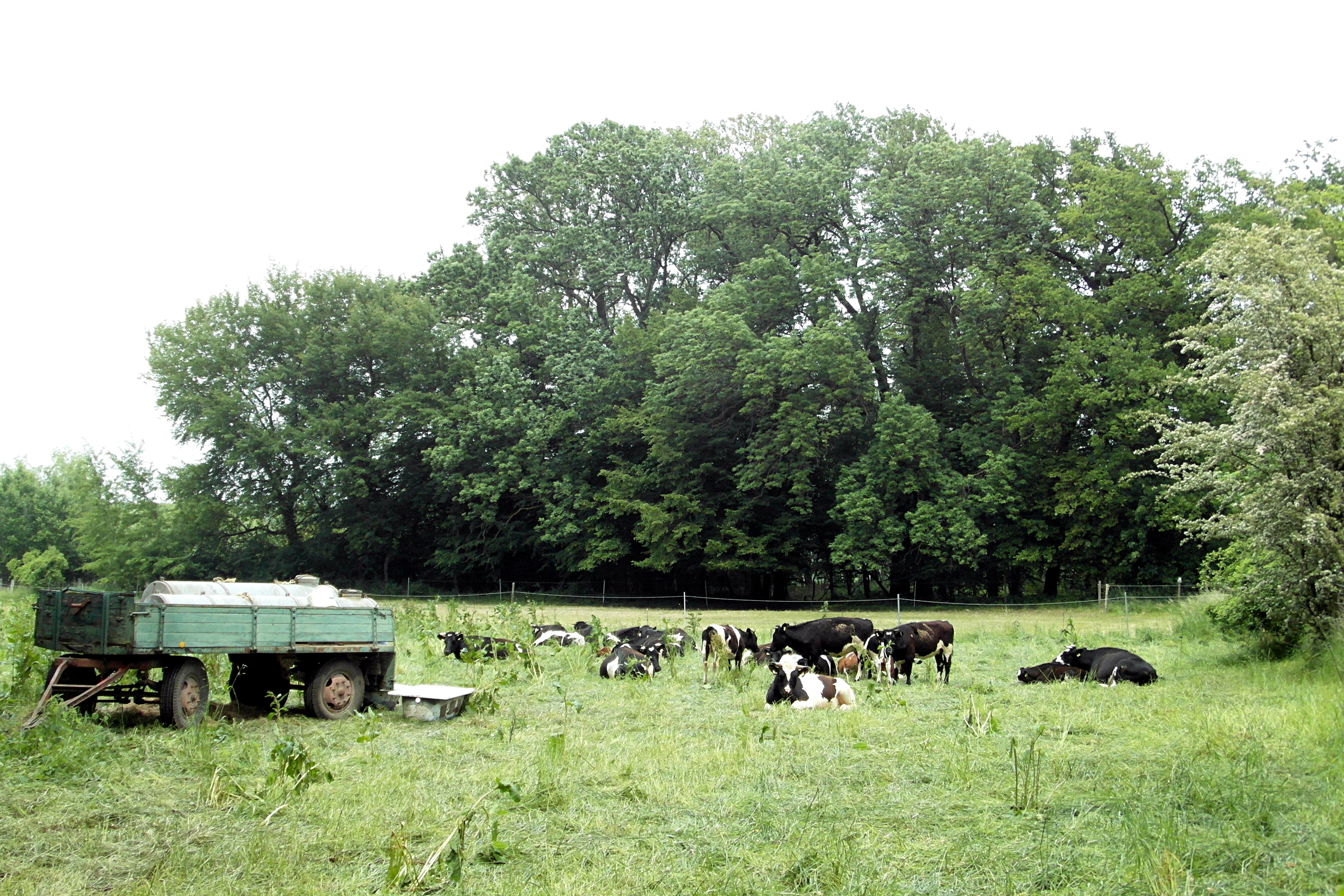
Eine Weide an der Lenther Chaussee zwischen Benther Berg und Badenstedt im Landschaftsschutzgebiet LSG H-S 00006 Benther Berg Vorland/Fössetal

In der Folge diskutierte der BUND gemeinsam mit dem Grünflächenamt der Stadt Hannover (heute: Fachbereich Umwelt und Stadtgrün der Landeshauptstadt Hannover), der Unteren Naturschutzbehörde der Region Hannover sowie dem Landesamt für Ökologie (heute: Niedersächsischer Landesbetrieb für Wasserwirtschaft, Küsten- und Naturschutz (NLWKN)) verschiedene Möglichkeiten für eine nachhaltige Entschärfung der Probleme, in deren Folge sich nur eine dauerhafte Sperr- und Amphibienschutz-Einrichtung sowie ein Krötentunnel unter der Lenther Chaussee anbot – trotz geschätzter Baukosten an der bereits bestehenden Straße von seinerzeit mehr als 100.000 Euro. In Zusammenarbeit mit dem hannoverschen Grünflächenamt wurde daher ein Förderantrag an die Niedersächsische Bingo-Umweltstiftung gestellt und zusätzliche Mittel von der Landeshauptstadt aufgebracht, die in dem Landschaftsraum zudem neue Laichgewässer und Landlebensräume professionell anlegte oder renaturierte. Zudem wurden die Kosten durch ehrenamtliche Arbeiten des BUND reduziert. Seit 2007 endlich entfiel das mühevolle Einsammeln der Erdkröten schließlich durch die neu gebaute „Amphibienleiteinrichtung“ mit Tunnel. an der Lenther Chaussee. Weitere morgendliche „Fangeimer“-Aktionen kündigte der BUND indessen für das Gebiet des Benther Berges außerhalb der Grenzen der Landeshauptstadt an, bis auch dort eine gleichartige technische Lösung eingerichtet würde.
Unterdessen haben sich die neu angelegten „Doppelteiche“ nördlich der Chaussee zu einem der wichtigsten Gewässer für den Europäischen Laubfrosch entwickelt.